# Харвил (Мисури)
Харвил (енгл. Harviell) насељено је место без административног статуса у америчкој савезној држави Мисури.

## Демографија
По попису из 2010. године број становника је 106.
| Група             | 2000.    | 2010.      |
| Белци             | 0 (0,0%) | 95 (89,6%) |
| Афроамериканци    | 0 (0,0%) | 8 (7,5%)   |
| Азијати           | 0 (0,0%) | 0 (0,0%)   |
| Хиспаноамериканци | 0 (0,0%) | 1 (0,9%)   |
| Укупно            | 0        | 106        |